# Eulychnia breviflora
Eulychnia breviflora ist eine Pflanzenart in der Gattung Eulychnia aus der Familie der Kakteengewächse (Cactaceae). Das Artepitheton breviflora leitet sich von den lateinischen Worten brevis für kurz‘ sowie -florus für ‚blütig‘ ab.

## Beschreibung
Eulychnia breviflora wächst baumförmig, ist reich von der Basis aus verzweigt und erreicht Wuchshöhen von 3 bis 7 Metern. Es ist ein deutlicher, kurzer Stamm vorhanden. Die fast aufrechten Triebe sind grau oder dunkelgrün und weisen Durchmesser von 8 bis 11 Zentimetern auf. Es sind 10 bis 17 etwas gehöckerte Rippen vorhanden, die gelegentlich zwischen den Areolen gefurcht sind. Die Areolen stehen eng beieinander und sind mit reichlich Wolle und Haaren besetzt. Die Dornen sind anfangs bräunlich und vergrauen im Alter. Sie lassen sich oft nur schwierig in Mittel- und Randdornen unterscheiden. Die 1 bis 2 kräftigen, abstehenden Mitteldornen sind 10 bis 20 Zentimeter lang. Die 10 bis 20 spreizenden Randdornen sind bis 1,8 Zentimeter lang.
Die weißen oder hellrosafarbenen Blüten sind 5 bis 7 Zentimeter lang. Ihr Perikarpell und die Blütenröhre sind von reichlich langer, bräunlicher Wolle verhüllt. Steife Borsten sind nicht vorhanden. Die kugelförmigen, fleischigen bis saftigen Früchte erreichen Durchmesser von 5 bis 6 Zentimetern.

## Verbreitung, Systematik und Gefährdung
Das Verbreitungsgebiet von Eulychnia breviflora erstreckt sich küstennah vom Süden der chilenischen Region Atacama bis in die Region Coquimbo.
Die Erstbeschreibung erfolgte 1860 durch Rudolph Amandus Philippi.
Es werden folgende Varietäten unterschieden:
- Eulychnia breviflora var. breviflora
- Eulychnia breviflora var. tenuis F.Ritter

In der Roten Liste gefährdeter Arten der IUCN wird die Art als „Least Concern (LC)“, d. h. als nicht gefährdet geführt.

## Nachweise